# Fairyland
I Fairyland sono un gruppo musicale symphonic power metal francese nato nel 1998 dalla mente del tastierista Philippe Giordana e del polistrumentista Willdric Lievin.
Il nome Fairyland (o Faeryland) viene da un universo parassita presente nella serie Discworld dello scrittore fantasy inglese Terry Pratchett e dalle leggende galliche e scozzesi. Giordana associa il nome della band all'idea di un "mondo dei sogni, di immaginazione, che esiste solo nella fantasia di qualcuno".

## Storia del gruppo
I Fairyland vengono fondati nel 1998 da Willdric Lievin e da Philippe Giordana, ai quali si aggiunge dopo alcune settimane il chitarrista Anthony Parker. Inizialmente la band era chiamata Fantàsia,poi cambiato in Fantasy per evitare problemi legali con la Disney e Ferreol. All'epoca Giordana e Lievin suonavano in band che spesso facevano concerti assieme e da lì si conobbero.Condividendo tutti la stessa passione per il metal sinfonico,cominciano a lavorare sui primi pezzi, e nel 1999 esce il primo demo Tribute to Universe seguito da Realm of Wonders, secondo demo uscito nel 2002 che ottiene un buon successo.
Cominciano a lavorare al primo album Of Wars in Osyrhia, ma non trovando nessuna etichetta che li supporti decidono di produrlo loro stessi. Il disco viene così registrato negli "Wizard Studio" da febbraio a novembre 2002, ma solo durante il periodo estivo venne trovata una cantante, Elisa C. Martin, già negli spagnoli Dark Moor.
I Fairyland riescono a trovare un management (Intromental Management) che permette al gruppo di firmare un contratto con la società francese N.T.S. per la produzione dell'album che esce a febbraio 2003. La band parte per una mini-tournée assieme ai finlandesi Sonata Arctica, e sempre nel 2003 la band apre il concerto di Parigi dell'Epica Tour 2003 dei Kamelot assieme ai Sonata Arctica e vengono confermati per lo Sweden Rock.
Nel 2004 il batterista-fondatore Willdric Lievin e la cantante Elisa C. Martin lasciano il gruppo; Lievin venne cacciato poiché "era diventato praticamente impossibile sia a livello personale sia professionale continuare a lavorare con lui", mentre Elisa Martin lasciò la band in maniera amichevole. Entrambi andranno a formare una nuova band, gli "Hamka".
Nel 2005 arrivano il batterista Pierre-Emmanuel Desfray, il cantante Maxime Leclercq (ex-Magic Kingdom) e il chitarrista/bassista Thomas Cesario (che faceva parte della band nei primi demo). Il gruppo lavora sul secondo disco The Fall of an Empire, che esce nel novembre 2006 per la "Avalon Marquee" in Giappone e per la Napalm Records nel resto del mondo, con la quale la band firma un contratto e che prevede di ristampare l'album di debutto nel 2007. Segue una tournée in Europa con Leaves' Eyes e Kamelot. A gennaio 2007 viene confermata la presenza al Noisegate Festival in Germania assieme a Kamelot, Leaves' Eyes e Chased Crime. A luglio 2007 tutti i membri del gruppo,ad eccezione di Philippe Giordana,decidono di lasciare la band per seguire altri progetti. A settembre Philippe Giordana, essendo il solo e unico membro e compositore dei Fairyland, decide di continuare il gruppo come suo progetto solista.
A marzo 2009 viene confermata la presenza della band al Progpower Scandinavia. Il terzo album,Score to a New Beginning, esce il 30 aprile 2009 e include numerosi musicisti ospiti provenienti dalla scena metal internazionale, tra i quali Marco Sandron (Pathosray) come cantante principale e la vecchia cantante Elisa C. Martin in veste di ospite,mentre Wildrich Lievin rientra nella band come batterista. A dicembre suonano al Metalfest nel Regno Unito e la presenza al Progpower Scandinavia viene cancellata a causa dell'annullamento del festival.
Nel 2015 si aggiungono nuovi musicisti provenienti dalla band francese "Kerion"; Il batterista Jean-Baptiste Pol ed il chitarrista Sylvain Cohen, mentre Wildrich Lievin passa al basso. Viene annunciato anche il nuovo cantante, si tratta dell'Italiano Francesco Cavalieri proveniente dai Wind Rose. Coi nuovi arrivati viene pubblicato nel 2020 il quarto album Osyrhianta (tradotto significa ’età della luce’).
Il 21 ottobre 2022 viene a mancare il tastierista-fondatore Philippe Giordana all'età di 44 anni. Le cause del decesso non sono state rese note, ma pare che soffrisse da tempo di degenerazione vestibolare.
Dopo la scomparsa del tastierista Philippe Giordana, il co-fondatore della band Willdric Lievin ha effettuato un casting nel febbraio 2023 per selezionare un nuovo cantante che andasse a sostituire Francesco Cavalieri. A marzo 2023 la band annuncia l’ingresso in formazione del nuovo cantante inglese Archie Caine.

## Stile ed influenze
Sin dall'album di debutto si possono notare influenze dal power metal sinfonico dei Rhapsody degli album Legendary Tales e Symphony of Enchanted Lands (fondamentalmente in cori, orchestrazioni e linee vocali) e grande ispirazione dal power/progressive metal dei Symphony X. Altre influenze vengono da Kamelot, Blind Guardian e dalle colonne sonore cinematografiche di Hans Zimmer e Danny Elfman.
Il terzo album, Score to a New Beginning, è il disco che meglio presenta questa commistione di generi, grazie a una produzione ricca di cori e orchestrazioni che richiamano i Rhapsody e da un songwriting che prende spunto dal capolavoro dei Symphony X The Divine Wings of Tragedy. A proposito di Score to a New Beginning, Philippe Giordana ha commentato:"La musica dei Fairyland è molto cinematografica, e per quest’ultima parte della trilogia volevo qualcosa che fosse costruita come la colonna sonora di un film. Dato che ho scritto io la storia ne posso immaginare lo sviluppo come se stessi guardando un film".
Lo stile dei Fairyland, all'epoca dei due demo col nome Fantasy, è un "heavy metal con alcuni violini".

## Formazione

### Formazione attuale
- Archie Cain - voce (2023-oggi)
- Willdric Lievin - batteria (2003,2009-2013), chitarra ritmica (2003), basso (2015-oggi)
- JB Pol - batteria (2013-oggi)
- Sylvain Cohen - chitarra (2015-oggi)

### Ex componenti
- Philippe Giordana - tastiere (1998-2022)
- Anthony Parker - chitarra (1998-2007)
- Thomas Caesario - chitarra e basso (1998,2005-2007)
- Pierre-Emmanuel Desfray - batteria (2005-2007)
- Elisa C. Martin - voce (2003)
- Maxime Leclercq - voce (2005-2007)
- Marco Sandron - voce (2009)
- Francesco Cavalieri - voce (2015-2023)

## Discografia

### Album in studio
- 2003 - Of Wars in Osyrhia
- 2006 - The Fall of an Empire
- 2009 - Score to a New Beginning
- 2020 - Osyrhianta

### Demo
- 1999 - Tribute to Universe (con il nome Fantasia)
- 2000 - Realm of Wonders (con il nome Fantasia)